# سیارک ۱۷۸۰۵
سیارک ۱۷۸۰۵ (به انگلیسی: 17805 Svestka، نامگذاری:1998FV72) هفده هزار و هشتصد و پنجمین سیارک کشف شده‌است که در ۳۰ مارس ۱۹۹۸ کشف شد.
قدر مطلق سیارک برابر ۱۴٫۴۰ است.